# موريس دي وولف
موريس دي وولف هو عالم عقيدة وفيلسوف وأستاذ جامعي بلجيكي، ولد في 6 أبريل 1867، وتوفي في 23 ديسمبر 1947.